# Parc d'État de Chemin-A-Haut
Le parc d'État de Chemin-A-Haut (anglais : Chemin-A-Haut State Park) est un parc d'État situé dans l’État américain de la Louisiane, dans la paroisse de Morehouse. 

## Histoire
Le parc fut nommé à l'époque de la Louisiane française, Chemin-à-Haut, en raison d'un chemin d'en haut, utilisé par les Amérindiens et qui serpente au sommet de la falaise qui domine le bayou Bartholomew coulant en contrebas. 
Le parc a été créé en 1935.

## Géographie
Le parc d'État de Chemin-A-Haut se trouve approximativement à une trentaine de kilomètres au Nord de la ville de Mer Rouge. Le parc est situé au Nord de l'État de Louisiane près de l'État voisin de l'Arkansas. 